# Råholt
Råholt is een plaats in de Noorse gemeente Eidsvoll, fylke Akershus. Råholt telt 9370 inwoners (2007) en heeft een oppervlakte van 8,43 km².